# Lista de municípios do Espírito Santo por data de fundação
Lista dos 78 municípios do Espírito Santo em ordem crescente, por ano de fundação.
| #  | Município               | Fundação/Emancipação    | Fundação/Emancipação    | Desmembrado de          |
| -- | ----------------------- | ----------------------- | ----------------------- | ----------------------- |
| 1  | Vila Velha              | 23 de maio de 1535      | 23 de maio de 1535      |                         |
| 2  | São Mateus              | 21 de setembro de 1544  | 21 de setembro de 1544  |                         |
| 3  | Vitória                 | 8 de setembro de 1551   | 8 de setembro de 1551   |                         |
| 4  | Serra                   | 6 de novembro de 1556   | 6 de novembro de 1556   |                         |
| 5  | Guarapari               | 1 de janeiro de 1679    | 19 de setembro de 1891  |                         |
| 6  | Linhares                | 22 de agosto de 1800    | 2 de abril de 1833      |                         |
| 7  | Itapemirim              | 27 de junho de 1815     | 27 de junho de 1815     |                         |
| 8  | Colatina                | 22 de agosto de 1833    | 30 de dezembro de 1921  | Linhares                |
| 9  | Aracruz                 | 3 de abril de 1848      | 3 de abril de 1848      |                         |
| 10 | São José do Calçado     | 7 de novembro de 1855   | 7 de novembro de 1855   |                         |
| 11 | Viana                   | 23 de julho de 1862     | 23 de julho de 1862     |                         |
| 12 | Cachoeiro de Itapemirim | 25 de março de 1867     | 25 de março de 1867     |                         |
| 13 | Anchieta                | 15 de agosto de 1869    | 15 de agosto de 1869    |                         |
| 14 | Santa Leopoldina        | 17 de abril de 1887     | 17 de abril de 1887     |                         |
| 15 | Mimoso do Sul           | 29 de julho de 1887     | 29 de julho de 1887     |                         |
| 16 | Alegre                  | 11 de novembro de 1890  | 11 de novembro de 1890  |                         |
| 17 | Iconha                  | 3 de julho de 1924      | 3 de julho de 1924      |                         |
| 18 | Iúna                    | 14 de julho de 1859     | 24 de outubro de 1890   | Cachoeiro de Itapemirim |
| 19 | Afonso Cláudio          | 20 de novembro de 1890  | 20 de novembro de 1890  |                         |
| 20 | Cariacica               | 30 de dezembro de 1890  | 30 de dezembro de 1890  | Vitória                 |
| 21 | Alfredo Chaves          | 24 de janeiro de 1891   | 24 de janeiro de 1891   |                         |
| 22 | Santa Teresa            | 22 de fevereiro de 1891 | 22 de fevereiro de 1891 | Santa Leopoldina        |
| 23 | Muniz Freire            | 1 de março de 1891      | 1 de março de 1891      | Cachoeiro de Itapemirim |
| 24 | Ibiraçu                 | 11 de setembro de 1891  | 11 de setembro de 1891  |                         |
| 25 | Conceição da Barra      | 6 de outubro de 1891    | 6 de outubro de 1891    |                         |
| 26 | Domingos Martins        | 20 de outubro de 1893   | 20 de outubro de 1893   |                         |
| 27 | Rio Novo do Sul         | 23 de novembro de 1893  | 23 de novembro de 1893  |                         |
| 28 | Muqui                   | 22 de outubro de 1912   | 22 de outubro de 1912   |                         |
| 29 | Itaguaçu                | 17 de fevereiro de 1915 | 17 de fevereiro de 1915 |                         |
| 30 | Fundão                  | 5 de julho de 1923      | 5 de julho de 1923      | Nova Almeida (extinto)  |
| 31 | Castelo                 | 25 de dezembro de 1928  | 25 de dezembro de 1928  | Cachoeiro de Itapemirim |
| 32 | Guaçuí                  | 25 de dezembro de 1928  | 25 de dezembro de 1928  | Alegre                  |
| 33 | Baixo Guandu            | 10 de abril de 1935     | 8 de junho de 1935      | Colatina                |
| 34 | Barra de São Francisco  | 31 de outubro de 1943   | 31 de outubro de 1943   |                         |
| 35 | Mucurici                | 11 de dezembro de 1953  |                         |                         |
| 36 | Mantenópolis            | 7 de janeiro de 1954    |                         |                         |
| 37 | Nova Venécia            | 26 de janeiro de 1954   |                         |                         |
| 38 | Ecoporanga              | 9 de abril de 1955      |                         |                         |
| 39 | Apiacá                  | 16 de agosto de 1958    |                         |                         |
| 40 | Jerônimo Monteiro       | 28 de novembro de 1958  |                         |                         |
| 41 | Atílio Vivácqua         | 10 de abril de 1963     |                         |                         |
| 42 | Pancas                  | 13 de maio de 1963      |                         |                         |
| 43 | São Gabriel da Palha    | 14 de maio de 1963      |                         |                         |
| 44 | Conceição do Castelo    | 6 de dezembro de 1963   |                         |                         |
| 45 | Itarana                 | 13 de dezembro de 1963  |                         |                         |
| 46 | Montanha                | 22 de dezembro de 1963  |                         |                         |
| 47 | Piúma                   | 24 de dezembro de 1963  |                         |                         |
| 48 | Divino de São Lourenço  | 30 de dezembro de 1963  |                         |                         |
| 49 | Presidente Kennedy      | 4 de abril de 1964      |                         |                         |
| 50 | Dores do Rio Preto      | 7 de abril de 1964      |                         |                         |
| 51 | Bom Jesus do Norte      | 09 de abril de 1964     | 09 de abril de 1964     | São José do Calçado     |
| 52 | Pinheiros               | 22 de abril de 1964     | 22 de abril de 1964     | Conceição da Barra      |
| 53 | Boa Esperança           | 3 de maio de 1964       | 3 de maio de 1964       | São Mateus              |
| 54 | Rio Bananal             | 14 de setembro de 1979  |                         |                         |
| 55 | Marilândia              | 15 de maio de 1980      |                         |                         |
| 56 | Ibatiba                 | 7 de novembro de 1981   |                         |                         |
| 57 | Jaguaré                 | 13 de dezembro de 1981  |                         |                         |
| 58 | Pedro Canário           | 23 de dezembro de 1983  |                         |                         |
| 59 | Vargem Alta             | 20 de março de 1988     |                         |                         |
| 60 | Santa Maria de Jetibá   | 6 de maio de 1988       | 6 de maio de 1988       |                         |
| 61 | Venda Nova do Imigrante | 6 de maio de 1988       | 10 de maio de 1988      | Conceição do Castelo    |
| 62 | Água Doce do Norte      | 10 de maio de 1988      | 10 de maio de 1988      | Barra de São Francisco  |
| 63 | Alto Rio Novo           | 11 de maio de 1988      | 11 de maio de 1988      | Pancas                  |
| 64 | João Neiva              | 11 de maio de 1988      | 11 de maio de 1988      |                         |
| 65 | Laranja da Terra        | 16 de maio de 1988      | 16 de maio de 1988      | Afonso Cláudio          |
| 66 | Águia Branca            | 1988                    | 1988                    |                         |
| 67 | Ibitirama               | 1820                    | 15 de setembro de 1988  | Alegre                  |
| 68 | São Domingos do Norte   | 30 de março de 1990     | 30 de março de 1990     | Colatina                |
| 69 | Vila Pavão              | 1 de julho de 1990      | 1 de julho de 1990      | Nova Venécia            |
| 70 | Irupi                   | 15 de janeiro de 1991   | 15 de janeiro de 1991   |                         |
| 71 | Marechal Floriano       | 30 de outubro de 1991   | 30 de outubro de 1991   | Domingos Martins        |
| 72 | Marataízes              | 14 de janeiro de 1992   | 14 de janeiro de 1992   | Itapemirim              |
| 73 | Vila Valério            | 25 de março de 1994     | 25 de março de 1994     | Linhares                |
| 74 | Ponto Belo              | 30 de março de 1994     | 30 de março de 1994     | Mucurici                |
| 75 | Sooretama               | 31 de março de 1994     | 30 de março de 1994     | Linhares                |
| 76 | Brejetuba               | 15 de dezembro de 1995  | 15 de dezembro de 1995  | Afonso Cláudio          |
| 77 | São Roque do Canaã      | 1 de janeiro de 1997    | 1 de janeiro de 1997    | Santa Teresa            |
| 78 | Governador Lindenberg   | 11 de maio de 1998      | 11 de maio de 1998      | Colatina                |